# Sera Azuma
Sera Azuma (jap. 東晟良 Azuma Sera; ur. 20 sierpnia 1999 w Wakayamie) – japońska florecistka, brązowa medalistka mistrzostw świata.
W 2016 roku zdobyła srebro w indywidualnej rywalizacji kadetek na mistrzostwach świata juniorów w Bourges.
Podczas mistrzostw świata w Mediolanie w 2023 roku Japonki w składzie: Sera Azuma, Komaki Kikuchi, Karin Miyawaki i Yuka Ueno zdobyły brązowy medal w zawodach drużynowych. W turnieju indywidualnym zajęła tam piąte miejsce. Była też między innymi czwarta drużynowo na mistrzostwach świata w Kairze w 2022 roku.
Ponadto zdobyła złoto drużynowo i brąz indywidualnie na igrzyskach azjatyckich w Dżakarcie (2018) oraz brąz drużynowo na igrzyskach azjatyckich w Hangzhou (2022).
Wystartowała na igrzyskach olimpijskich w Tokio, gdzie drużynowo była szósta, a indywidualnie zajęła siedemnaste miejsce.